# Gun Kessle
Gun Kessle (Aussprache [ˌgɵnː ˈkɛsːlə], av 1963 Gunborg Myrdal, geborene Isacson, * 15. Juni 1926 in Haparanda; † 23. Oktober 2007 in Skinnskatteberg, Västmanland) war eine schwedische Fotografin, bildende Künstlerin und Autorin.
Nach ihrer Kunstausbildung bereiste sie mit dem Schriftsteller Jan Myrdal, mit dem sie in dritter Ehe verheiratet war, viele Länder in Europa, Asien, Afrika und Mittelamerika. Dabei entstanden, teilweise in Koproduktion, eine Reihe von Reportagebüchern, die Gun Kessle mit ihren Fotografien illustrierte. Mehrere dieser Bücher wie Kreuzweg der Kulturen (1964; über Afghanistan), Die albanische Herausforderung (1971), Kunst und Imperialismus am Beispiel Angkor (1973; über Kambodscha) oder Frauenleben in einem chinesischen Dorf (1984) erschienen auch in deutscher Sprache.
Bekannt wurde Gun Kessle darüber hinaus durch ihre Fotografien von buddhistischer Kunst und architektonischen Arbeiten, mit denen Jan Myrdals Bücher Ondskan tar form (1962) und Bortom bergen (1983) ausgestattet wurden. Kessles fotografisches Werk wurde mehrfach in Einzelausstellungen präsentiert, zuletzt 2007 in Örebro.
Ab den 1950er Jahren engagierte sich Kessle für sozialistische Projekte und die Friedensbewegung.